# Lepidodactylus dialeukos
Lepidodactylus dialeukos — вид геконоподібних ящірок родини геконових (Gekkonidae). Ендемік Індонезії. Описаний у 2019 році.

## Поширення і екологія
Lepidodactylus dialeukos є ендеміками острова Япен в групі островів Схоутена в затоці Чендравасіх. Вони живуть у вологих тропічних лісах.